# Glándula sublingual
La glándula sublingual está situada en el suelo de la boca. 
Es la más pequeña de las glándulas salivales mayores. Se halla envuelta por tejido conjuntivo. La glándula sublingual es una glándula mixta, compuesta de acinos serosos y acinos mucinosos, secretando más mucina, cuyos productos de secreción son eliminados por conductos intraglandulares y extraglandulares.
El conducto de Bartholin nace de la parte posterior de la glándula al lado del conducto de Wharton abriéndose por fuera de él. Es el conducto excretor más voluminoso de la glándula sublingual.
Los linfáticos de la sublingual terminan en los ganglios submaxilares y su inervación parasimpática procede del lingual y de la cuerda del tímpano.
La glándula sublingual pertenece al grupo de glándulas salivales, que se encuentra en la cavidad oral. Pesa 3 g, posee 2 caras, 2 bordes y 2 extremidades.

## Descripción
La cara externa se relaciona con la fosita sublingual o milohiodea. La cara interna con el músculo geniogloso.
El borde superior se relaciona con el surco alvéolo-lingual. El borde inferior con el músculo geniohiodeo.
El extremo anterior se relaciona con la cara posterior del mentón. El extremo posterior con el tubérculo submaxilar sublingual.
La glándula sublingual está irrigada por la arteria sublingual, vena sublingual. Está inervada por el nervio sublingual y el sistema linfático está dado por ganglios sublinguales.

## Glándula sublingual
Es la más pequeña en volumen y peso (representa un tercio aproximadamente de la submandibular). Ubicada en el surco alveololingual, subyacente a la mucosa con un borde craneal que produce una elevación denominada eminencia sublingual. Su forma es elipsoidal y está aplanada transversalmente, con un eje mayor de dirección ventromedial, y mide 3cm de longitud aproximadamente.

## Cara medial
Se relaciona con el conducto sumandibular, con la vena lingual profunda y con los ramos del nervio lingual, que la separan del músculo geniogloso y lingual inferior.

## Por su extremo posterior
Contacta con la prolongación anterior de la glándula submandibular.

## Por su extremo anterior
Está parcialmente separada de su homónimo por la inserción del geniogloso, en la espina mental.

## Su excreción
La excreción principal es mixta con predominio en mucosa, por lo tanto es mucoseroso. Se efectúa por un conducto principal y varios conductos accesorios:
El principal: llamada sublingual (de Rivinus o de Bartolini), se desprende cerca del extremo posterior, por la cara profunda; asciende adosado a la cara lateral del conducto submandibular, y termina al lado de este, en el surco alvéololingual, al abrirse en un pequeño orificio.
Los conductos accesorios: son un número muy variable (de 20 a 30) son cortos y delgados, algunos desembocan en el conducto submandibular, la mayoría lo hace directamente en la mucosa de la eminencia sublingual.

## Irrigación
Recibe sangre por las arterias submental y arteria sublingual rama terminal de la lingual, la retorna por afluentes de la vena lingual.

## Inervación
Las fibras simpáticas vasomotoras proceden del ganglio simpático cervical superior, después de que se han incorporado al plexo carotídeo externo, y llegan finalmente a la glándula acompañando a las arterias y las neurofiras posganglionares (parasimpáticas), a partir del ganglio submandibular, se incorpora al nervio lingual y llegan por él a esta glándula.

## Sinopsis embriológica e histológica
La glándula sublingual está formada por un conjunto de pequeñas glándulas que se originan, independientemente unas de otras, como pequeñas increscencias del ectodermo, cerca de la raíz de la lengua, y a pesar de unirse entre sí no se fusionan sus porciones funcionales.
Las glándulas submandibulares y sublinguales son mixtas, pero la sublingual es de predominio mucoso, mientras que la submaxilar es de predominio seroso.